# Iberolacerta galani
Espèce
Statut de conservation UICN

 NT  : Quasi menacé
Iberolacerta galani est une espèce de sauriens de la famille des Lacertidae.

## Répartition

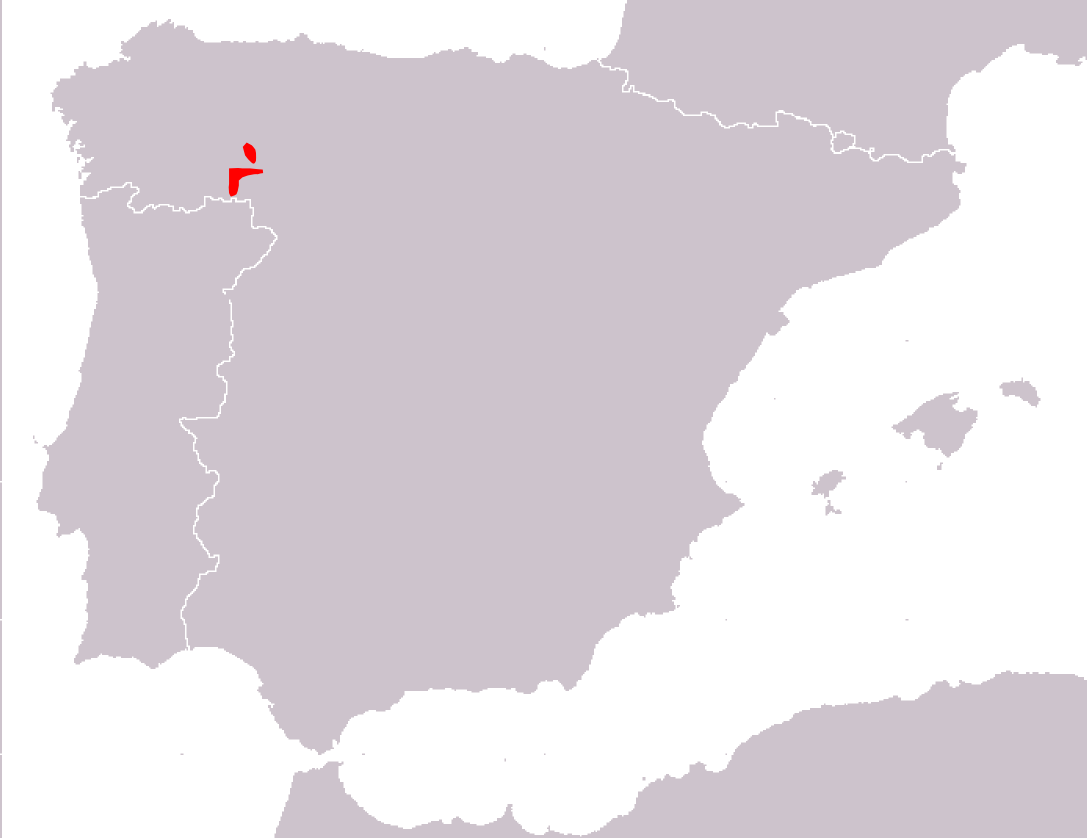
Distribution

Cette espèce est endémique d'Espagne. Elle se rencontre entre 1 000 et 2 000 m d'altitude dans les Montes de León.

## Étymologie
Cette espèce est nommée l'honneur de Pedro Galán Regalado.

## Publication originale
- Arribas, Carranza & Odierna, 2006 : Description of a new endemic species of mountain lizard from Northwestern Spain: Iberolacerta galani sp. nov. (Squamata : Lacertidae). Zootaxa, no 1240, p. 1-55 (texte intégral).